# BMW U10
BMW U10 (eller BMW X2) är en crossover som den tyska biltillverkaren BMW introducerade i oktober 2023.

## Motor
| Modell        | Årsmodell | Motor                    | Cylindervolym | Effekt | Bränslesystem            |
| ------------- | --------- | ------------------------ | ------------- | ------ | ------------------------ |
| X2 sDrive18d  | 2024-     | B47: 4-cyl radmotor DOHC | 1995 cm³      | 150 hk | Common rail turbodiesel  |
| X2 sDrive20i  | 2024-     | B38: 3-cyl radmotor DOHC | 1499 cm³      | 170 hk | Direktinsprutning, turbo |
| X2 M35i       | 2024-     | B48: 4-cyl radmotor DOHC | 1998 cm³      | 300 hk | Direktinsprutning, turbo |
| iX2 sDrive 20 | 2024-     | 1 st elmotor             |               | 204 hk |                          |
| iX2 xDrive 30 | 2024-     | 2 st elmotorer           |               | 313 hk |                          |